# DJ Proteus

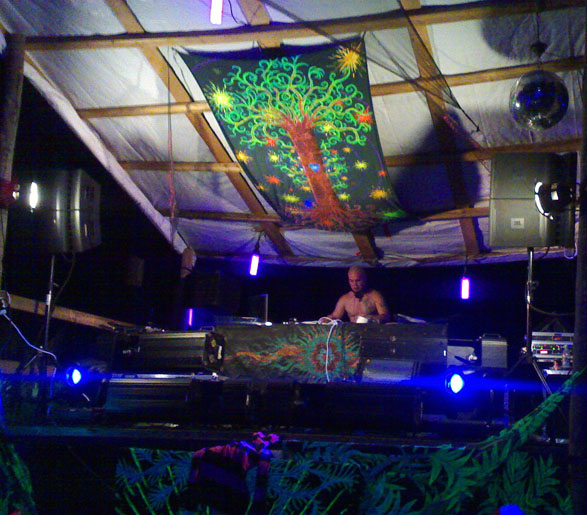
DJ Proteus in 2007

DJ Proteus, pseudoniem van Harri Andersson (Finland, 1977) is een dj. In DJ Mag's Top 100 DJ-lijst stond Proteus in 2004 op nummer 90 en in 2005 op nummer 93. In Nederland heeft hij regelmatig gedraaid op feesten van de organisatie HQ. Hij draaide op Defqon.1-festivals in Almere en Sydney en in 2005 op Dance Valley.
Tijdens zijn optredens draagt hij soms een masker. Naast dance is hij ook actief in metalbands.